# Belisario
Pour les articles homonymes, voir Belisario (homonymie).
Cet article possède un paronyme, voir Belisarius.
Personnages
- Giustiniano, empereur d'Orient (basse)
- Belisario, général en chef de Justinien (baryton)
- Antonina, sa femme (soprano)
- Irene, fille de Belisario et Antonina (mezzo-soprano)
- Alamiro, prisonnier de Belisario (ténor)
- Eutropio, commandant de la garde impériale (ténor)
- Eudora (soprano)
- Eusebio, gardien des prisonniers (basse)
- Ottario (basse)
- Sénateurs, peuple, vétérans, Alains, Bulgares, jeunes filles, bergères et bergers de Thrace, gardes impériaux, prisonniers goths, guerriers grecs

Airs
- « Sul campo della gloria » (Belisario, Alamiro) – Acte I
- « Trema, Bisanzio » (Alamiro) – Acte II
- « Ah ! se potessi piangere » (Belisario, Irene) – Acte II
- « Se il fratel » (Belisario, Irene, Alamiro) – Acte III
- « Egli è spento » (Antonina) – Acte III

Belisario (Bélisaire) est un opera seria en 3 actes, composé par Gaetano Donizetti et dont le livret a été écrit par Salvatore Cammarano, représenté pour la première fois au Teatro La Fenice de Venise le 4 février 1836.

## Histoire
La composition de Belisario correspond à une époque difficile de la vie de Donizetti, marquée par la mort de son père en décembre 1835 au moment même où le compositeur s'attachait à la reprise milanaise de Maria Stuarda. Le 26 juillet, il avait conclu avec l'imprésario Natale Fabbricci le contrat pour un nouvel opéra pour la Fenice. Fabbricci avait tout d'abord suggéré un sujet vénitien, mais Donizetti craignait des difficultés avec la censure autrichienne. Le sujet de Belisario ne fut convenu que le 20 octobre. Aussitôt après, Fabbricci revint à la charge, suggérant de renoncer à Belisario au profit d'un texte du librettiste vénitien Pietro Beltrame, mais Donizetti refusa.
Le compositeur n'était pas retourné à Venise depuis 1819 et s'inquiétait des chanteurs avec qui il allait créer son nouvel opéra. Il entreprit la composition de Belisario à Naples en octobre 1835. La partition était quasiment terminée lorsque Donizetti arriva à Venise pour commencer les répétitions le 6 janvier, mais il continua d'adapter les rôles aux interprètes – avec qui il n'avait jamais travaillé auparavant – quasiment jusqu'au jour de la première qui eut lieu le 4 février.
Le livret de Salvatore Cammarano, composé en 1832, est tiré d'une tragédie d'Eduard von Schenk (de), Belisarius (Munich, 1820), elle-même tirée du roman Bélisaire (1767) de Jean-François Marmontel, que le librettiste connaissait par une adaptation italienne de l'acteur Luigi Marchionni (Naples, 1826).
L'opéra fut accueilli avec enthousiasme ; les Vénitiens ovationnèrent le compositeur qui eut droit à l'honneur suprême d'être raccompagné aux flambeaux jusqu'à son logement. Belisario eut dix-huit représentations dans la saison et fut ensuite repris un peu partout en Italie (Milan, août 1836) et à l'étranger (Vienne et Madrid, 1836 ; Londres, Ljubljana, Lisbonne, 1837 ; Odessa, 1839 ; etc.). La dernière représentation au XIXe siècle eut lieu à Coblence en  1899 après quoi il disparut du répertoire jusqu'en mai  1969, date à laquelle il fut repris à la Fenice avec Giuseppe Taddei et Leyla Gencer.

## Distribution
| Rôle | Type de voix  | Interprètes lors de la première le 4 février 1836 |
| --- | ------------- | ------------------------------------------------- |
| Giustiniano, imperatore d'Oriente Justinien, empereur d'Orient | basse         | Saverio Giorgi                                    |
| Belisario, comandante supremo di Giustiniano Bélisaire, général en chef de Justinien | baryton       | Celestino Salvatori                               |
| Antonina, moglie di Belisario Antonina, femme de Bélisaire | soprano       | Caroline Ungher                                   |
| Irene, figlia di Belisario e Antonina Irène, fille de Bélisaire et Antonine | mezzo-soprano | Antonietta Vial                                   |
| Alamiro, prigioniero di Belisario Alamiro, prisonnier de Bélisaire | ténor         | Ignazio Pasini                                    |
| Eudora Eudore | soprano       | Amalia Badessi                                    |
| Eutropio, capo delle guardie imperiali Eutrope, commandant de la garde impériale | ténor         | Adone dell'Oro                                    |
| Eusebio, custode delle prigioni Eusèbe, gardien des prisonniers | basse         | Giovanni Rizzi                                    |
| Ottario | basse         | Giovanni Rizzi                                    |
| Senatori, Popolo, Veterani, Alani, Bulgari, Donzelle, Pastorelle dell'Emo. Guardie imperiali, Prigionieri goti, Guerrieri greci, Pastori dell'Emo. Sénateurs, peuple, vétérans, Alains, Bulgares, jeunes filles, bergères et bergers de Thrace, gardes impériaux, prisonniers goths, guerriers grecs. |               |                                                   |

## Argument
L'action se déroule pour partie à Byzance et pour partie en Thrace, au VIe siècle, sous le règne de Justinien.

### Première partie - Il Trionfo (Le Triomphe)
Belisario, général en chef des armées de Justinien, revient victorieux de la campagne qu'il a menée contre les Ostrogoths en Italie. Sa femme Antonina l'accuse auprès du commandant de la garde impériale, Eutropio, d'avoir assassiné leur fils Alessi. Tous deux décident de faire parvenir à l'Empereur Giustiniano une lettre falsifiée accusant le héros de haute trahison.
Belisario libère ses esclaves, mais l'un d'entre eux, un Grec du Bosphore nommé Alamiro, refuse d'être affranchi et veut rester auprès de son maître qui l'adopte (duo : Sul campo della gloria). Mais il est arrêté par Eutropio. Devant Giustiniano, il n'a pas de mal à démontrer la fausseté des accusations d'Antonina mais celle-ci les maintient avec aplomb. Belisario doit finir par admettre avoir fait tuer son fils pour conjurer un rêve prophétique qui lui avait prédit la chute de l'Empire.

### Deuxième partie - L'Esilio (L'Exil)
En considération des services rendus par Belisario, Justinien a épargné sa vie mais l'a condamné à être aveuglé par une lame de sabre brûlante et exilé. Alamiro déplore le sort de son maître (air : Trema, Bisanzio) tandis qu'Irene, la fille de Belisario, décide de le suivre dans son exil (duo : Ah ! se potessi piangere).

### Troisième partie - La Morte (La Mort)
Belisario et Irene se réfugient dans une caverne tandis qu'une armée étrangère, emmenée par Alamiro et Ottario, marche sur Byzance. Belisario reconnaît Alamiro et l'accuse de trahison. Mais lui et sa fille ne tardent pas à l'identifier comme étant Alexis, qui n'avait pas été mis à mort (trio : Se il fratel). Alamiro et Belisario prennent le commandement des troupes grecques et les retournent contre Ottario.
Antonina, prise de remords, avoue à l'Empereur avoir fabriqué des preuves contre son époux. Belisario, fatalement blessé durant la bataille, est amené. Il n'est ni traître à sa patrie, ni meurtrier de son fils et peut mourir en paix. Antonina se jette à ses pieds pour implorer son pardon mais il est trop tard : Belisario est mort (Egli è spento).

## Analyse
Belisario souffre de défauts de construction du livret, en particulier l'acte II dans lequel Belisario et Irene errent dans le désert sans que l'action se développe, et d'une partition inégale. Pourtant, l'ouvrage comporte d'intéressantes particularités comme le fait de confier le rôle principal à un baryton, inhabituel dans l’opera seria ; le personnage très sombre attribué à la prima donna, traîtresse et criminelle ; enfin l'absence de toute intrigue amoureuse.

## Discographie
| Année | Distribution (Belisario, Antonina, Irene, Alamiro, Giustiniano)                | Chef d'orchestre, Orchestre et chœur                                   | Label                                                  |
| ----- | ------------------------------------------------------------------------------ | ---------------------------------------------------------------------- | ------------------------------------------------------ |
| 1969  | Giuseppe Taddei, Leyla Gencer, Mirna Pecile, Umberto Grilli, Nicola Zaccaria   | Gianandrea Gavazzeni, Orchestre et chœur du Teatro La Fenice de Venise | CD Audio : Verona Cat: 27048-9 Enregistrement public   |
| 1970  | Renato Bruson, Leyla Gencer, Mirna Pecile, Umberto Grilli, Nicola Zaccaria     | Adolfo Camozzo, Orchestre et chœur du Teatro Donizetti de Bergame      | CD Audio : Hunt Cat: 586 Enregistrement public         |
| 1981  | Renato Bruson, Mara Zampieri, Stefania Toczyska, Vittorio Terranova nd         | Gianfranco Masini, Orchestre et chœur du Teatro Colon de Buenos Aires  | CD Audio : HRE Cat: 385 Enregistrement public          |
| 2012  | Nicola Alaimo, Joyce El-Khoury, Camille Roberts, Russel Thomas, Alastair Miles | Mark Elder, BBC Singers, BBC Symphony Orchestra                        | CD Audio : Opera Rara Cat: ORC49 Enregistrement studio |
| 2021  | Roberto Frontali Carmela Remigio Annalisa Stroppa Celso Albelo                 | Riccardo Frizza Orchestre et Choeur du Donizetti Opera                 | DVD Dynamic                                            |